# هيروفومي موكاي
هيروفومي موكاي (باليابانية: 向井寛史) مواليد 4 ديسمبر 1985 في هيراكاتا، اليابان، هو ملاكم محترف ياباني يصنف ضمن فئة وزن الذبابة.

## إحصائيات
خاض خلال مسيرته 17 نزالا، فاز في 11 وتعادل في 2 وخسر في 4. فاز بالضربة القاضية في نزال واحد.

## روابط خارجية
- هيروفومي موكاي على موقع بوكس ريك (الإنجليزية) (registration required)